# 弗朗西斯科·塞伦多洛
弗朗西斯科·塞伦多洛（西班牙語：Francisco Cerúndolo，1998年8月13日—），也称为F·塞伦多洛，弗·塞伦多洛或者大塞伦多洛，是阿根廷男子职业网球选手。

## 职业生涯

### 2019—2020年：巡回赛首秀
弗朗西斯科·塞伦多洛第一次参加ATP巡回赛正赛是在2019年阿根廷公开赛上，当时他获得了一张外卡。但是在比赛的首轮，他以三盘输给了同胞吉多·佩拉。在2020年，他再次获得了阿根廷公开赛的正赛外卡，但同样在首轮比赛中以三盘输给了拉斯洛·杰雷。

### 2021年：首次ATP巡回赛决赛
塞伦多洛在2021年阿根廷公开赛上作为资格赛选手打进决赛，最终被9号种子、同胞迭戈·施瓦茨曼击败，获得亚军。他是自2001年何塞·阿卡苏索以来第一位在阿根廷公开赛上从资格赛一路打入决赛的选手。值得一提的是，何塞·阿卡苏索当时的教练正是塞伦多洛的父亲亚历杭德罗·塞伦多洛（Alejandro Cerúndolo）。
塞伦多洛在2021年法国网球公开赛上第一次进入大满贯正赛，作为幸运落败者在首轮输给了巴西选手蒂亚戈·蒙泰罗。同年，他代表阿根廷队参加了东京奥运会网球比赛。

### 2022年：打进大师赛4强，两次战胜世界前十，首冠，首次进入世界前25名
塞伦多洛在2022年阿根廷公开赛上作为资格赛选手打入半决赛，这也让他的世界排名首次进入前100行列。接下来的第二周，他通过特殊豁免获得了参加2022年里约网球公开赛的资格，首次进入ATP500赛的半决赛，但最终输给了同胞迭戈·施瓦茨曼。
塞伦多洛在迈阿密大师赛赢得了他在ATP巡回赛硬地比赛中的首个胜利，他击败了塔倫·格里科斯普和种子选手莱利·奥佩尔卡、加埃尔·孟菲尔斯，晋级到第四轮。他在第四轮击败了法蘭西斯·蒂亞弗（后者在第三轮击败了他的弟弟胡安·曼努埃尔·塞伦多洛），晋级到八强。在与扬尼克·辛纳的比赛中，对方因脚上水泡而退赛，他顺利晋级到半决赛。当时排名世界第103位的他成为了迈阿密大师赛历史上排名最低的半决赛选手，也成为了自2012年耶日·亚诺维奇以来第一位在ATP1000大师赛首次亮相就进入半决赛的男子选手。他在半决赛中两盘输给了6号种子卡斯珀·鲁德。在此站比赛之后，他的排名上升了52位，达到了职业生涯最高的世界第51位。
塞伦多洛在瑞典网球公开赛上取得了他的首个击败世界前十选手的胜利，他在三盘比赛中战胜了头号种子和卫冕冠军卡斯珀·鲁德。在战胜阿斯兰·卡拉采夫和巴勃罗·卡雷尼奥·布斯塔之后，他成功晋级到决赛并击败了塞瓦斯蒂安·巴埃斯，赢得了他的首个ATP冠军。他也因此于2022年7月18日进入了世界前30名。
在2022年汉堡欧洲公开赛上，他击败了世界排名第八的2号种子安德烈·鲁布廖夫，取得了第二个击败前十名选手的胜利，并成功晋级到八强。在与阿斯兰·卡拉采夫的三盘比赛中，他获胜晋级到第二个ATP 500级别的半决赛。

### 2023年：大满贯首胜
塞伦多洛以28号种子的身份出战澳大利亚网球公开赛，第一轮击败了同胞吉多·佩拉，取得了在大满贯赛场上的首个胜利。接着他击败了法国球员科朗坦·穆泰。在第三轮比赛中，他不敌6号种子、世界排名第7的加拿大选手费利克斯·奥热-阿利亚西姆，止步三十二强。
在阿根廷科尔多瓦公开赛上，塞伦多洛击败了同胞费德里科·德尔波尼斯，进入四分之一决赛，但输给了最终的亚军费德里科·科里亚。此站过后，他于2023年2月13日成为阿根廷排名第一的男子网球选手。
在迈阿密大师赛中，塞伦多洛击败了亚历山大·科瓦切维奇、费利克斯·奥热-阿利亚西姆和洛伦佐·索内戈，再次进入这项大师赛的八强，但是在四分之一决赛中不敌14号种子卡连·哈恰诺夫，未能同去年一样进入四强。

## 个人生活
他的弟弟胡安·曼努埃尔·塞伦多洛（生于2001年）也是一名网球运动员，兄弟俩一起征战ATP巡回赛。胡安·塞伦多洛在2021年科尔多瓦公开赛上获得首个ATP巡回赛冠军，当时F·塞伦多洛也在一周前打入巡回赛决赛。
塞伦多洛兄弟成为2017年兹维列夫兄弟之后第一对連續二場ATP巡回赛都进入決賽的兄弟组合，当时亚历山大·兹维列夫和米沙·兹韦列夫先后在罗马和日内瓦站进入决赛。在科尔多瓦，弗朗西斯科参加了他的弟弟曾参加的ATP巡回赛，这是40年来第一对参加同一项赛事的阿根廷兄弟。

## ATP巡回赛决赛

### 单打：2次（1次冠军，1次亚军）
| 图例                 |
| -------------------- |
| 大满贯（0-0）        |
| ATP总决赛（0-0）     |
| 1000大师赛（0-0）    |
| ATP 500系列赛（0-0） |
| ATP 250系列赛（1-1） |

| 依场地分类  |
| ----------- |
| 硬地（0-0） |
| 红土（1-1） |
| 草地（0-0） |

| 室内/室外   |
| ----------- |
| 室外（1-1） |
| 室内（0-0） |

| 赛果 | 胜-负 | 日期      | 赛事           | 级别    | 场地 | 对手              | 比分            |
| ---- | ----- | --------- | -------------- | ------- | ---- | ----------------- | --------------- |
| 负   | 0-1   | 2021年3月 | 阿根廷公开赛   | ATP 250 | 红土 | 迭戈·施瓦茨曼     | 1-6，2-6        |
| 胜   | 1-1   | 2022年7月 | 瑞典网球公开赛 | ATP 250 | 红土 | 塞瓦斯蒂安·巴埃斯 | 7-6（7-4），6-2 |

## ATP挑战赛和未来赛

### 单打: 13
| 结果 | W–L  | 日期       | 巡回赛                     | 级别   | 场地 | 对手                     | 比分                    |
| ---- | ---- | ---------- | -------------------------- | ------ | ---- | ------------------------ | ----------------------- |
| 负   | 0–1  | 2018年9月  | 阿根廷F6, 布宜诺斯艾利斯   | 未来赛 | Clay | Gonzalo Villanueva       | 0–6, 3–6                |
| 胜   | 1–1  | 2018年10月 | 巴西F5, 摩基达斯克鲁易斯市 | 未来赛 | Clay | Daniel Dutra da Silva    | 6–2, 6–4                |
| 胜   | 2–1  | 2018年10月 | 巴西F6, 库里提巴           | 未来赛 | Clay | 费利佩·梅利杰尼·阿尔维斯 | 7–6(7–3), 6–2           |
| 胜   | 3–1  | 2019年1月  | 西班牙M15, 马纳科尔        | 未来赛 | Clay | 伊萬·加霍夫              | 6–3, 6–3                |
| 胜   | 4–1  | 2019年1月  | 西班牙M15, 帕尔马诺瓦      | 未来赛 | Clay | Sandro Ehrat             | 2–6, 6–2, 6–3           |
| 胜   | 5–1  | 2019年5月  | 阿根廷M15, 布宜诺斯艾利斯  | 未来赛 | Clay | 赫纳罗·阿尔韦托·奥利维里 | 7–6(7–2), 7–6(8–6)      |
| 胜   | 6–1  | 2019年6月  | M25, 基塞利亞克            | 未来赛 | Clay | 克里斯托弗·奧康奈爾      | 3–6, 6–2, [10–4]        |
| 负   | 6–2  | 2019年7月  | 阿根廷M25, 布宜诺斯艾利斯  | 未来赛 | Clay | Juan Pablo Ficovich      | 5–7, 7–6(7–5), 3–6      |
| 胜   | 7–2  | 2019年1月  | 秘魯M25, 利马              | 未来赛 | Clay | Nicolás Álvarez          | 6–2, 6–1                |
| 胜   | 8–2  | 2020年1月  | 美国M25, 洛杉矶            | 未来赛 | Hard | 亚历山大·里恰德          | 6–3, 6–3                |
| 胜   | 9–2  | 2020年10月 | 斯普利特                   | 挑战赛 | Clay | 佩德羅·索薩              | 4–6, 6–3, 7–6(7–4)      |
| 胜   | 10–2 | 2020年11月 | 瓜亚基尔                   | 挑战赛 | Clay | 安德烈·馬汀              | 6–4, 3–6, 6–2           |
| 胜   | 11–2 | 2020年12月 | 巴西坎皮纳斯               | 挑战赛 | Clay | 羅伯托·卡巴列羅·巴耶納   | 6–4, 3–6, 6–3           |
| 负   | 11–3 | 2021年2月  | 智利康塞普西翁             | 挑战赛 | Clay | 塞巴斯蒂安·贝兹          | 3–6, 7–6(7–5), 6–7(5–7) |
| 胜   | 12–3 | 2021年8月  | 義大利科尔代农斯           | 挑战赛 | Clay | 托马斯·马丁·埃切韦里     | 6–1, 6-2                |
| 胜   | 13–3 | 2022年1月  | 玻利维亚圣克鲁兹           | 挑战赛 | Clay | 卡米洛·乌戈·卡拉贝利     | 6–4, 6–3                |

### 双打: 1
| 结果 | W–L | 日期      | 巡回赛              | 级别   | 场地 | 搭档                 | 对手                                             | 比分                  |
| ---- | --- | --------- | ------------------- | ------ | ---- | -------------------- | ------------------------------------------------ | --------------------- |
| 胜   | 1–0 | 2019年3月 | 阿根廷M15, 皮纳马尔 | 未来赛 | Clay | Hernán Casanova      | Arklon Huertas del Pino 康纳尔·韦尔塔斯·德尔皮诺 | 7–6(9–7), 3–6, [10–5] |
| 负   | 1–1 | 2019年6月 | M25, 基塞利亞克     | 未来赛 | Clay | João Pedro Sorgi     | Mārtiņš Podžus Maxim Ratniuk                     | 6–7(5–7), 2–6         |
| 负   | 1–2 | 2022年1月 | 智利康塞普西翁      | 挑战赛 | Clay | 卡米洛·乌戈·卡拉贝利 | 迭戈·伊达尔戈 Cristian Rodríguez                 | 2-6, 0-6              |